# 아리사와 마미즈
아리사와 마미즈(有沢 まみず, 1976년 5월 18일 ~ )는 일본의 라이트 노벨 작가이다. 남성이며 도쿄도 출신으로 어릴 적 파키스탄에서 자라났다 (귀국 후, 일본에서 교육을 받음).
대학 졸업 후 호텔 업계에서 종사하다가 1개월 후 퇴직하고, 2001년에 《무한대 제로》로 제 8회 전격 게임 소설 대상 은상을 받아 이 작품에 가필, 제목을 바꿔 《인피니티 제로 겨울 ~white snow》란 이름으로 전격 문고에 데뷔했다. 그의 작품 《이누카미!》은 애니메이션, 만화화가 이뤄진 적도 있다.